# Protoceratops
 (janvier 2010).
Si vous disposez d'ouvrages ou d'articles de référence ou si vous connaissez des sites web de qualité traitant du thème abordé ici, merci de compléter l'article en donnant les références utiles à sa vérifiabilité et en les liant à la section « Notes et références ».
 (janvier 2011).
Protocératops
Genre
Espèces de rang inférieur
- † P. andrewsi (espèce type)
- † P. hellenikorhinus

Le protocératops ou Protoceratops (« première tête cornue ») est un genre de petit dinosaure herbivore de la famille des Cératopsiens ayant vécu au Crétacé supérieur en Chine et en Mongolie dans la formation géologique de Djadokhta de la région des Flaming Cliffs, il y a environ entre 84 et 72 Ma (millions d'années).

## Description
Le Protoceratops mesurait 2 mètres de long et pesait 150 kilos.
Contrairement aux espèces qui lui succédèrent, ou du moins qui lui sont relatives, il ne présente aucune corne bien développée sur sa tête ; il a tout juste une excroissance osseuse sur le museau, excroissance qui se développera en corne chez ses successeurs. Il possédait aussi une large collerette, typique des cératopsiens, qui a pu servir à la protection de son cou, à ancrer les muscles de sa mâchoire ou à impressionner ses congénères. 
On en dénombre aujourd'hui deux espèces, P. andrewsi, l'espèce type, et P. hellenikorhinus. Tous deux membres de la famille éponyme des protocératopsidés, ils sont étroitement apparentés à Leptoceratops qui a vécu en Amérique du Nord.
C'est l'un des plus vieux dinosaures à cornes et probablement l'ancêtre de beaucoup d'autres cératopsiens. À cause des nombreux nids et œufs que l'on a découverts, c'est le dinosaure de Mongolie que l'on connait le mieux.

## Découverte importante
En 1971, une découverte extraordinaire a été réalisée : il s'agissait d'un vélociraptor retrouvé étreignant un Protocératops en Mongolie. Les deux sont vraisemblablement morts ensemble au combat, surpris par une tempête de sable ou par l'effondrement d'une dune sur eux.

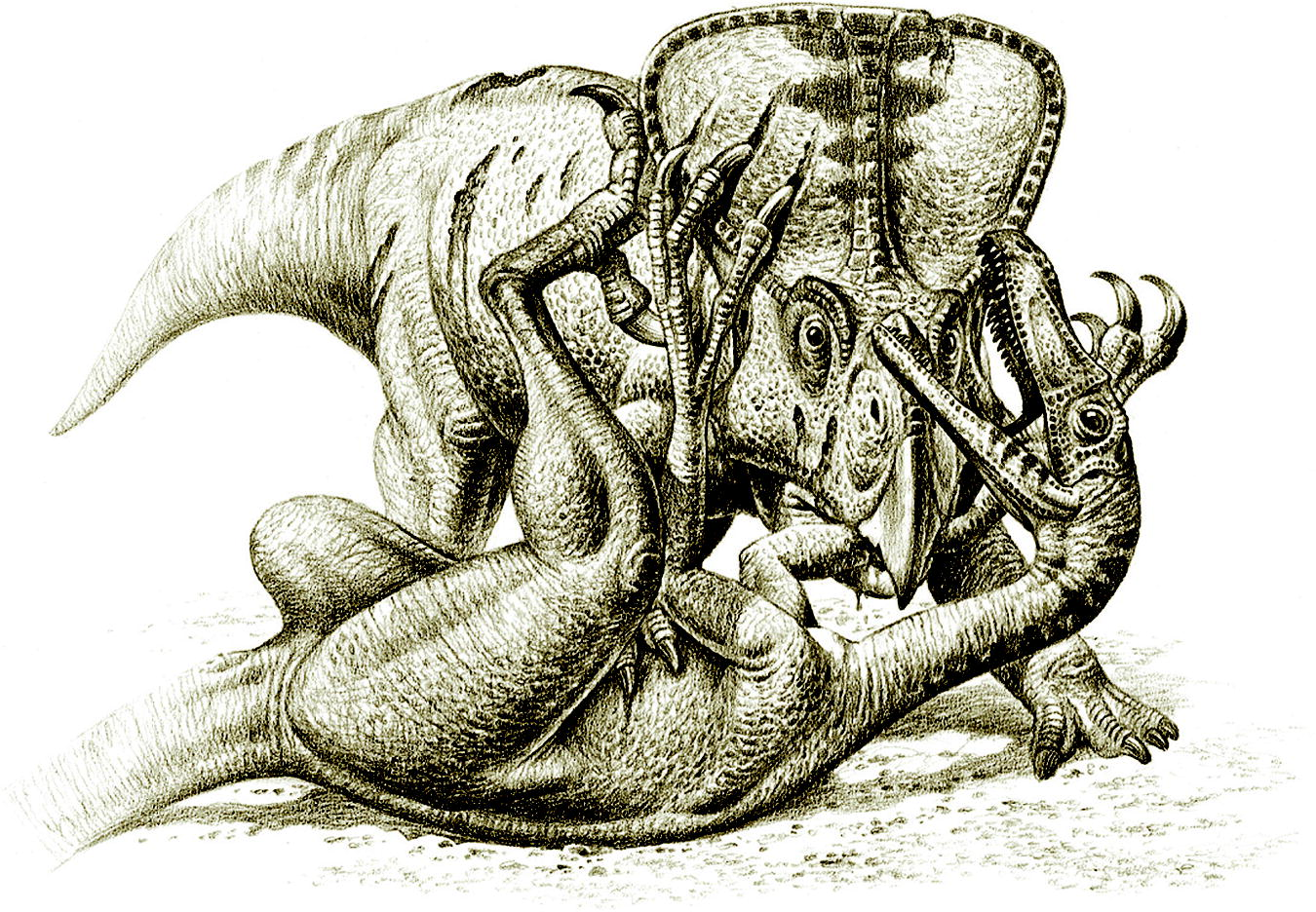
Reconstitution du combat entre Protocératops et Vélociraptor.

Le vélociraptor était couché sur le flanc, agrippant sa griffe faucille gauche dans le cou du Protocératops, probablement pour lui couper la veine jugulaire, tandis que l'autre dinosaure lui maintenait le bras droit avec son bec, lui brisant le bras. Cette découverte mit en évidence la prédation de cette espèce de droméosauridés sur le Protocératops, ainsi que de la gravité des combats entre les deux espèces.

## Théories sur le comportement deProtoceratops
En 1922, une expédition de scientifiques dans le désert de Gobi en Mongolie découvrit des nids de Protocératops. Ce furent les premiers œufs de dinosaures jamais trouvés. Dans un nid se trouvaient une trentaine d'œufs ; ce grand nombre a fait penser aux chercheurs que deux femelles ou davantage le partageaient. Elles devaient défendre leurs nids contre des prédateurs. Plusieurs nids ont été découverts à proximité les uns des autres, ce qui paraît indiquer que ces animaux vivaient en groupes de la même famille ou en petits troupeaux. Une fois achevé le développement de l'œuf, les petits qui sortaient de la coquille mesuraient quelque 30 centimètres de long.

## Origine du mythe des griffons
L'historienne et la folkloriste Adrienne Mayor propose, dans le cadre de l'approche géomythologique que les crânes de ce dinosaure, trouvés autrefois, seraient à l'origine des créatures mythiques comme les griffons ; qu'on pense au corps qui ressemble à celui d'un lion et à la tête qui fait penser à celle d'un oiseau.

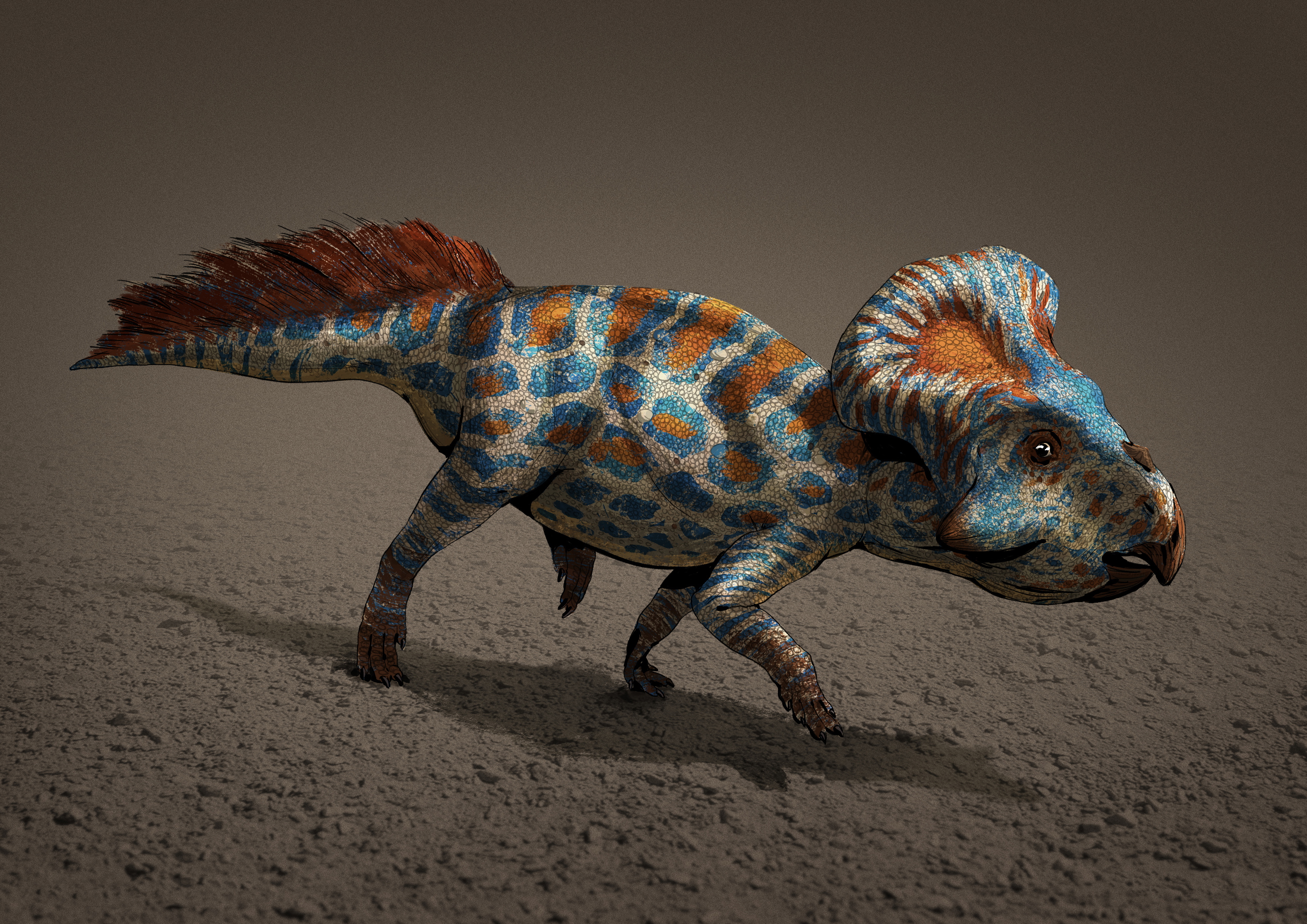
Vue d'artiste d'un Protoceratops.

## Dans la culture populaire
Le Protocératops est assez connu du public, en raison du fait qu'il est très reconnaissable parmi les autres espèces, et apparaît dans plusieurs médias.

### Films, série, dessins animés
- Dans l'émission Sur la trace des dinosaures (2002), dérivée de la franchise Sur la terre de... , le personnage de Nigel Marven et son équipe traversent un troupeau de Protocératops, plus tard Nigel voit un individu seul se faire attaquer et tuer par des vélociraptors.
- Dans la série Le Dino Train, des Protocératops sont visibles dans plusieurs épisodes. L'un d'eux devient ami avec les protagonistes.
- Dans la série Dino Riders, les Protocératops sont des montures utilisé par les protagonistes, les Valoriens, pour combattre les Rulons.
- Dans les films sud-coréens Dino King (The Dino King )sorti en 2012, sa préquelle Tarbosaurus : Le plus puissant de tous les temps (Tarbosaurus The mightiest ever) sorti aussi en 2012, et sa suite Dino King 3D Journey to Fire Mountain, sorti en 2018, des Protocératops apparaissent en tant que proie pour la famille de Tarbosaure présentée.
- Dans le jeu Durango : Wild Land, le Protocératops, ainsi que ses variantes, sont des animaux pouvant servir de monture aux joueurs.